# 雅曾蒂
雅曾蒂是葡萄牙波尔图区的一个堂区。总面积4.17平方公里，总人口660人，人口密度158.3人/平方公里。